# Les Piles (chanson)
Singles de Vanessa Paradis
L'incendie 
 (février 2008) Adrienne (duo avec Albin de la Simone) 
 (février 2009)
Pistes de 'Divinidylle Tour'
Divine idylle Be My Baby
Les Piles est le 25e single de Vanessa Paradis. Il est lancé en radio en juin 2008 et disponible en téléchargement légal en juillet 2008. Il s'agit du premier extrait de l'album Divinidylle Tour.

Vanessa interprète cette chanson en duo avec Matthieu Chédid.

Elle est écrite et composée par Thomas Fersen.

## Versions
Vanessa interprète ce titre lors du Divinidylle Tour en 2007/2008 en version live. 
Il existe en version studio sur l'album Divinidylle sorti en septembre 2007.

## Musiciens
- Batterie : Patrice Renson
- Guitares : Matthieu Chédid / François Lasserre
- Basse : Jérôme Goldet
- Claviers : Albin de la Simone